# Barge
Barge là một đô thị tại tỉnh Cuneo trong vùng Piedmont của Italia, vị trí cách khoảng 50 km về phía tây nam của Torino và khoảng 45 km về phía tây bắc của Cuneo.
Barge giáp các đô thị: Bagnolo Piemonte, Cardè, Cavour, Envie, Ostana, Paesana, Revello, Sanfrontvà Villafranca Piemonte.